# Wilhelm Rawe

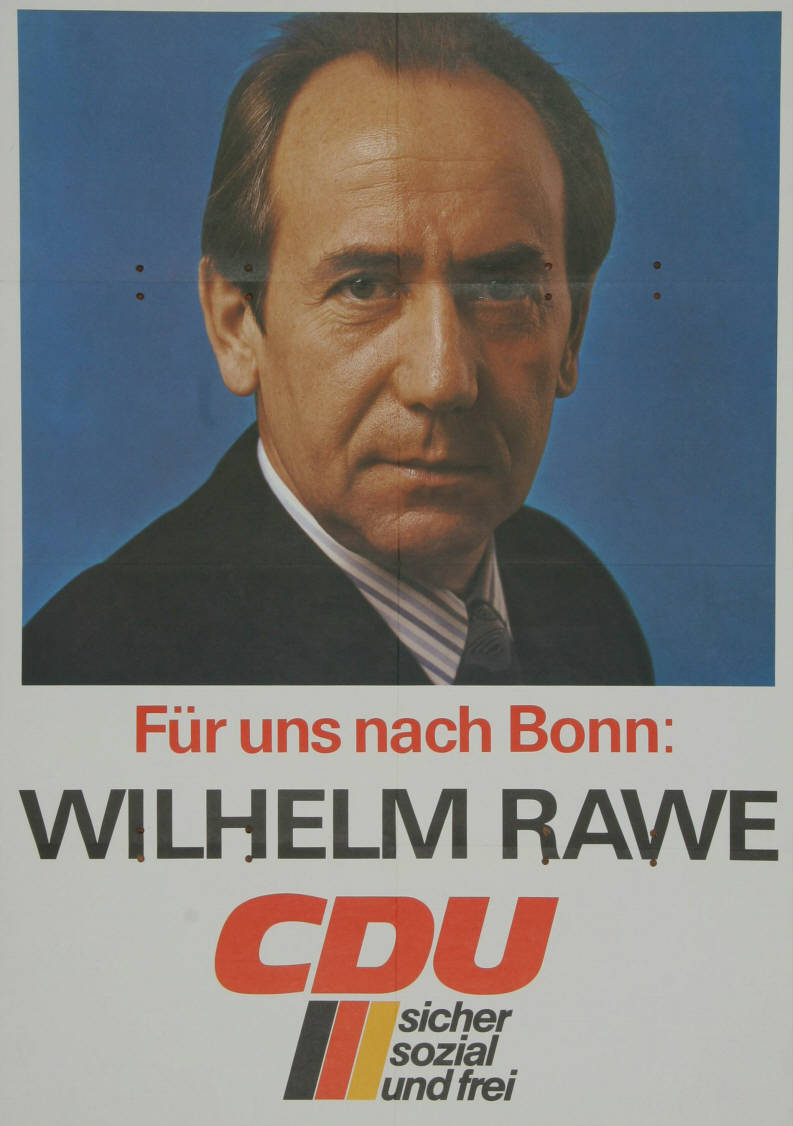
Kandidatenplakat zur Bundestagswahl 1976

Wilhelm Rawe (* 7. Februar 1929 in Havixbeck; † 3. November 2017) war ein deutscher Politiker (CDU).
Er war von 1965 bis 1994 Mitglied des Deutschen Bundestages.
Rawe war von 1982 bis 1992 Parlamentarischer Staatssekretär beim Bundesminister für das Post- und Fernmeldewesen und von Dezember 1992 bis Januar 1993 beim Bundesminister für Verkehr.

## Ausbildung und Beruf
Nach dem Besuch der Volksschule trat Rawe 1943 als Betriebsjunghelfer in den Dienst der Deutschen Reichsbahn ein und war bis 1950 als Arbeiter bei der Bahn tätig. Er stieg dann in den gehobenen Beamtendienst auf und bestand auf dem Zweiten Bildungsweg das Abitur. Nebenberuflich absolvierte Rawe von 1956 bis 1965 ein Studium der Rechtswissenschaft, welches er mit beiden juristischen Staatsexamina beendete. Danach stieg er in den höheren Dienst der Deutschen Bundesbahn auf. Seit 1971 war er als Rechtsanwalt und seit 1977 auch als Notar zugelassen.

## Partei
1953 wurde Rawe Mitglied der Jungen Union und der CDU. Von 1962 bis 1968 war er Landesvorsitzender der Jungen Union Westfalen-Lippe. Von 1962 bis 1986 gehörte er dem CDU-Landesvorstand Westfalen-Lippe an und war von 1968 bis 1970 auch stellvertretender CDU-Landesvorsitzender. Ab 1986 gehörte er dann dem Landesvorstand des neugebildeten CDU-Landesverbandes Nordrhein-Westfalen an.

## Abgeordneter
Von 1965 bis 1994 war Rawe Mitglied des Deutschen Bundestages. Hier war er vom 9. November 1971 bis zum 4. Oktober 1982 Parlamentarischer Geschäftsführer der CDU/CSU-Bundestagsfraktion. Vom 13. Oktober 1971 bis zum 28. September 1972 war er außerdem Vorsitzender des Untersuchungsausschusses Pan International.
Wilhelm Rawe ist stets als direkt gewählter Abgeordneter des Wahlkreises Tecklenburg bzw. Coesfeld – Steinfurt in den Bundestag eingezogen. Zuletzt erreichte er hier bei der Bundestagswahl 1990 56,9 % der Erststimmen.

## Öffentliche Ämter
Am 4. Oktober 1982 wurde Rawe als Parlamentarischer Staatssekretär beim Bundesminister für das Post- und Fernmeldewesen (bzw. ab 1. Juli 1989 Bundesminister für Post und Telekommunikation) in die von Bundeskanzler Helmut Kohl geführte Bundesregierung berufen. Nach dem Rücktritt von Postminister Christian Schwarz-Schilling am 17. Dezember 1992 nahm Rawe noch bis zum 22. Januar 1993 die Aufgaben des Ressorts Post und Telekommunikation beim Bundesminister für Verkehr wahr. Anschließend schied er aus der Regierung aus.

## Ehrungen und Auszeichnungen
- 1976: Großes Verdienstkreuz des Verdienstordens der Bundesrepublik Deutschland
- 1986: Großes Verdienstkreuz mit Stern des Verdienstordens der Bundesrepublik Deutschland